# James Metcalf
James Metcalf  (* 11. März 1925 in New York City, USA; † 27. Januar 2012 in Santa Clara del Cobre, Mexiko) war ein US-amerikanischer Bildhauer.

## Leben und Werk
James Metcalf studierte am Dayton Art Institute, Dayton (Ohio), an der Pennsylvania Academy of the Fine Arts, Philadelphia, und in London. Er beschäftigte sich mit antiker Metallurgie im Mittelmeerraum in dem Künstlerdorf Deià, auf Mallorca, wo er auch die Holz-Blöcke für die Drucke im Buch Adam‘s Rib von Robert von Ranke-Graves schuf, das er illustrierte.
Von 1956 bis 1967 arbeitete er in Paris in einem Studio gegenüber dem Atelier von Constantin Brâncuși. Nach einer großen Retrospektive seiner Kunst im Palacio de Bellas Artes in Mexiko-Stadt, beschäftigte sich Metcalf mit historischen mexikanischen Techniken der Kupferbearbeitung in den Bergen von Michoacán. Im Jahr 1973 gründete er dort, zusammen mit der mexikanischen Bildhauerin Ana Pellicer, die Adolfo Best Maugard School of Arts and Crafts in Santa Clara del Cobre.
James Metcalfs Arbeiten beschäftigen sich oft mit der Verwendung innovativer Techniken und machen auch Gebrauch von althergebrachten Methoden. Seine Arbeiten werden teilweise dem Surrealismus, in der Mehrzahl der abstrakten Bildhauerei zugeordnet.
Er wurde, unter anderem, mit den Preisen des Clark Foundation Grant und der Copley Foundation ausgezeichnet.

## Wichtige Ausstellungen (Auswahl)
James Metcalf stellte (unter anderem) in Paris, London, New York und Mexiko-Stadt in den wichtigsten Galerien aus.
Er war Teilnehmer der Ausstellungen in der Goldsmith's Hall in London im Jahr 1952. Er stellte ebenfalls auf der Dritten Biennale der Spanisch-Amerikanischen Kunst in Barcelona im Jahr 1955 aus und war Teilnehmer der documenta III in Kassel im Jahr 1964 in der Abteilung Skulptur.
Seine Arbeiten sind Teil der ständigen Sammlung eine Reihe von Museen, darunter das Hirshhorn Museum and Sculpture Garden in Washington, D.C., das University of Arizona Museum; der Sammlung des New York Hilton Hotel und des Museums der Yale University.